# 延俊錫
延俊錫（1995年12月15日—），韓國男演員。

## 演出作品

### 電視劇
- 2007年：KBS《比天高比地厚》飾演 世俊
- 2008年：SBS《一枝梅》飾演 漢守
- 2009年：SBS《燦爛的遺產》飾演 高恩宇
- 2010年：SBS《鄰居冤家》
- 2012年：JTBC《Happy Ending》飾演 金東河
- 2012年：KBS《加油，金先生！》飾演 李哲龍
- 2013年：KBS《鯊魚》飾演 韓以秀（少年）
- 2013年：tvN《請回答1994》飾演 金東宇（客串）
- 2014年：KBS《Drama Special－怪物》
- 2014年：MBC《說出你的願望》飾演 宋錫賢
- 2016年：SBS《神秘的新學生》飾演 李敏誠／鄭宇鉉
- 2018年：KBS《你的管家》飾演 朴伽藍
- 2018年：KBS《Drama Special－媽媽的第三次婚姻》
- 2018年：SBS《福秀回來了》飾演 吳永民
- 2022年：KBS《真劍勝負》飾演 李哲基

### 網路劇
- 2016年：《Choco Bank》飾演 裴達秀

### 電影
- 2005年：《捕快》
- 2006年：《卸屍宴》
- 2008年：《A Boul Of Udon》
- 2008年：《能看到首爾嗎》
- 2008年：《甜蜜的謊言》
- 2011年：《再見，男孩》
- 2016年：《純情》飾演 石頭
- 2017年：《雙生》
- 2018年：《60日的夏天》飾演 在勳

## 外部連結
- NAVER （页面存档备份，存于）
- 延俊錫的Facebook專頁
- 延俊錫的Instagram帳戶